# Ministeriële orden
In een aantal landen maakt men onderscheid tussen de nationale orden en lagere ministeriële orden. Het systeem van ridderorden in twee klassen is een Franse uitvinding en vond in de onafhankelijk geworden koloniën navolging. Meestal hebben ministeriële orden drie graden: commandeur, officier en ridder. Zij worden niet door een kanselier maar door een op een ministerie zetelende raad geadministreerd.
- Ministeriële orden van Frankrijk
- Ministeriële orden van de Ivoorkust